# テオドロ公国

テオドロ公国
ギリシア語: Αὐθεντία πόλεως Θεοδωροῦς καὶ παραθαλασσίας

緑色がテオドロ公国。

1. 

テオドロ公国（テオドロこうこく、英語: The Principality of Theodoro、ギリシア語：Θεοδόρο）は、12世紀から14世紀にかけてクリミア半島南西部に位置していた東ローマ系の小国家である。前期にはコンスタンティノープル、後期にはトレビゾンド帝国の属国であった。一説によると、東ローマ帝国のコムネノス王朝に連なる大貴族であるガブラス家がクリミア半島に建国した。

## 概要

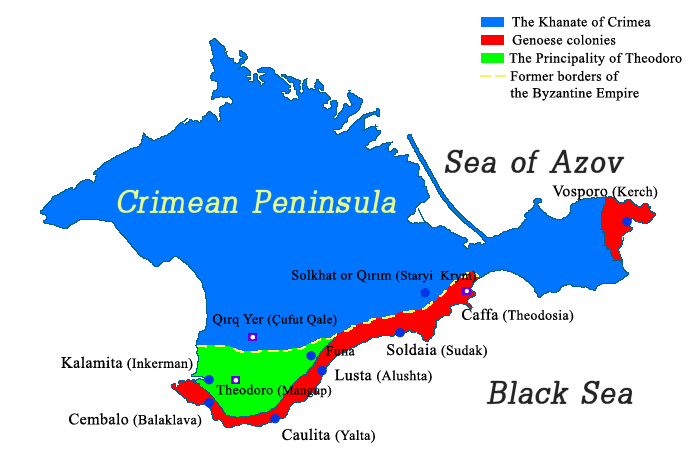
中世クリミアの地図。緑色がテオドロ公国。

ゴティアとしても知られる。首都はマングプ。地理的に近接するトレビゾンド帝国と同盟関係にあり、また北方のジョチ・ウルスやクリミア・ハン国などの遊牧国家に服属していた。
15世紀の公国の領土には、首都マングプ、カラミタとアヴリタのほかに、22～26の封建領地とその城、100以上の村落、1つの修道院と8つの教会修道院が存在した。周囲には、北方にはタタール人のクリミア・ハン国、南方にはフェオドシヤ、バラクラヴァなどの港湾都市を中心とするジェノヴァ共和国の植民地があった。ジェノヴァとテオドロ公国との交易は盛んであり、その一方で対立も繰り返した。1475年までは領土内に3万戸の家があり、公国の人口は20万人に達していたとされている。
国教は、東ローマ帝国系の領邦であったことから正教会（ギリシャ正教会）であった。8世紀には、コンスタンティノープル総主教区のゴティア管区が形成された。中世初期のクリミアでは、古代ゲルマン語がまだ典礼（典礼奉仕）の言語として使われていたが、その後、9世紀からはすでにギリシア語で典礼が行われるようになった。
また、公国の民衆の話し言葉はスラヴ語であったが、同時に民族間、文化間、宗教間のコミュニケーションには中世ギリシャ語が広く使われていた。これは、主にギリシャ語で書かれた碑文等のモニュメントの存在を説明する。
テオドロ公国はクリミア半島の南西部に存在し、1365年までの南部国境は、東ローマ皇帝の領地であるヤルタを除き、バクラヴァからアリューストンの要塞まで黒海沿岸を結んでいた。公国北部の国境は、黒海との合流点からベルベク川に沿って西から東へと進み、カチ川の上流に至り、その最東端にフナ要塞を擁するデメルデシ山塊に達したのであった。後には、14世紀後半から、公国の南側の国境はジェノヴァ人の植民活動などによってより北側に移された。南部の領域はジェノヴァ共和国の植民地となり、ジェノヴァの北方との交易に利用された。テオドロ公国の最西端は、北湾との合流点の黒海の河口に位置するアヴリタ港を持つカラミタ要塞であった。
公国は11の行政区域に分割され、テオドロ公国領であるベルベク、ベイダル、ヴァルヌ渓谷、チェンバロ、マングプの家臣の土地などが含まれたが、これらはジェノヴァの資料ではバロンヌとも呼称されるものである。
そのほかにも、ジェノヴァ人の独立した共同体（アルシタ、パルテニト）や公国の領土内には、多くの大規模な教会封建地が存在していたという。
6世紀には、黒川河口のモナスチルスカヤ岩の上にカラミタ、ベルベク谷の入り口のクレ・ブルン岩の上にシヴァリン、アルマとボドラクの間の岩場の上にバックラ、ブハラ村の近くにシヴァグ・ケルメン城が建設された。また、これらの要塞は、クリミア・ハン国。の状況を監視し、重要なルートを管理するために建設された物であった。

## 歴史

### 建国
6世紀以降、テオドロ公国の領土には、大規模な集落の近くに位置する小さな要塞化された小規模な集落群が形成された。人々はこれらの所に永続的に住んでいたのではなく、軍事的な危機や天災などに備えて他の集落からそこに集まってきたのであった。
また、8世紀には、要塞化された"kastronov"（κάστρον）と呼ばれる、今ではイサラとして知られている城が築かれ、これらの要塞の場所に後に国家となる集落などの建設が始まった。中心の要塞のほとんどはラスピとアルシュタの間に位置し、70kmの海岸線に沿っていました。すべての要塞は非常に経済的に建立されたと言う。
840年、南西クリミアには、ギリシア人のほかにゴート人、スラヴ人などが多く居住する土地であった。すなわち、テオドロ公国はゴート人の子孫と東ローマ帝国の移民の農民によって作られた。
1204年には、十字軍によるコンスタンティノープルの占領という、東ローマ世界全体にとって影響の大きい出来事があった。当時は東ローマ帝国の支配した黒海への自由なアクセスを持っていたトレビゾンド帝国だけが、東ローマ帝国の海外植民地との結びつきをなんとか維持し、その後継者となっていた。
また、テオドロ公国はその影響によって「海のあちら側にいる」、「ザモリエ」を意味する新しい名前ペラシー（θέμα Περατείας）を得た。

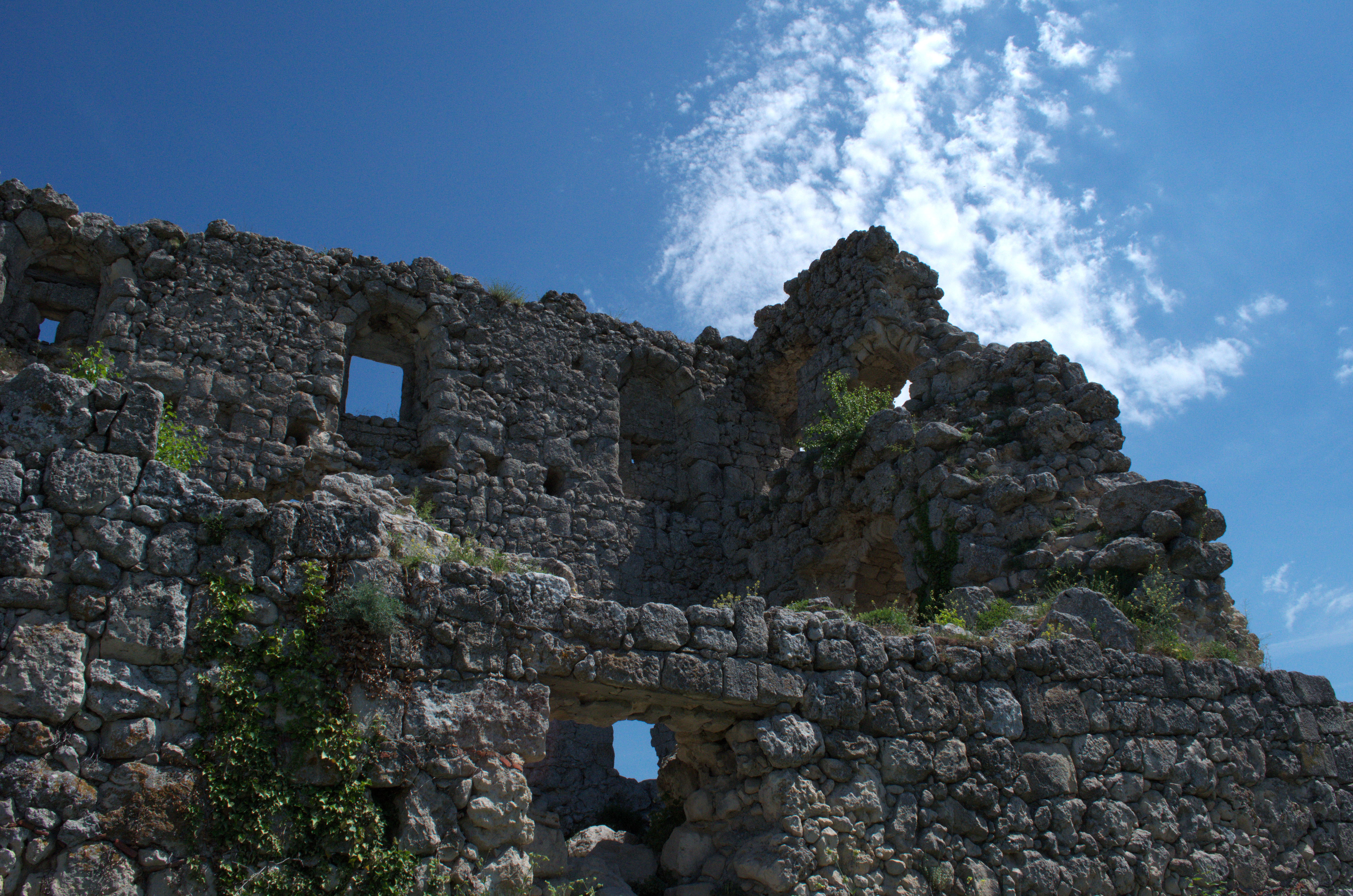
マングプに残る城館

13世紀には、ペラティ・フェム公爵の一人が国家を建て、後にその国家はテオドロ公国またはマンギュペ公国として知られるようになった。また、その国家は、ジェノヴァ語の文献では、トドロ、テオドロ、テドリなどのように表記された。恐らく、これらの名称は、クリミアの古い地名に由来すると考えられる。一般的にはこれらの名称に由来する「テオドロ公国」と言う呼称が用いられている。
1253年にクリミアを訪れたフランシスコ会の修道士ウィレム・ルーブルック（Willem Rubruk, 1220-1293）は、彼のメモの中で次のように証言している。「テオドロ公国には約40ほどの城砦が存在し、それぞれ固有の言語を話している」。
また、14世紀までに残された領土は一種の専制君主となり、彼らの支配者は実際にはと東ローマ帝国やトレビゾンド帝国への依存度が低くなっていった。しかし、その時代もなおギリシア語が公用語で、ビザンティン様式が主流であった。

### 最盛期

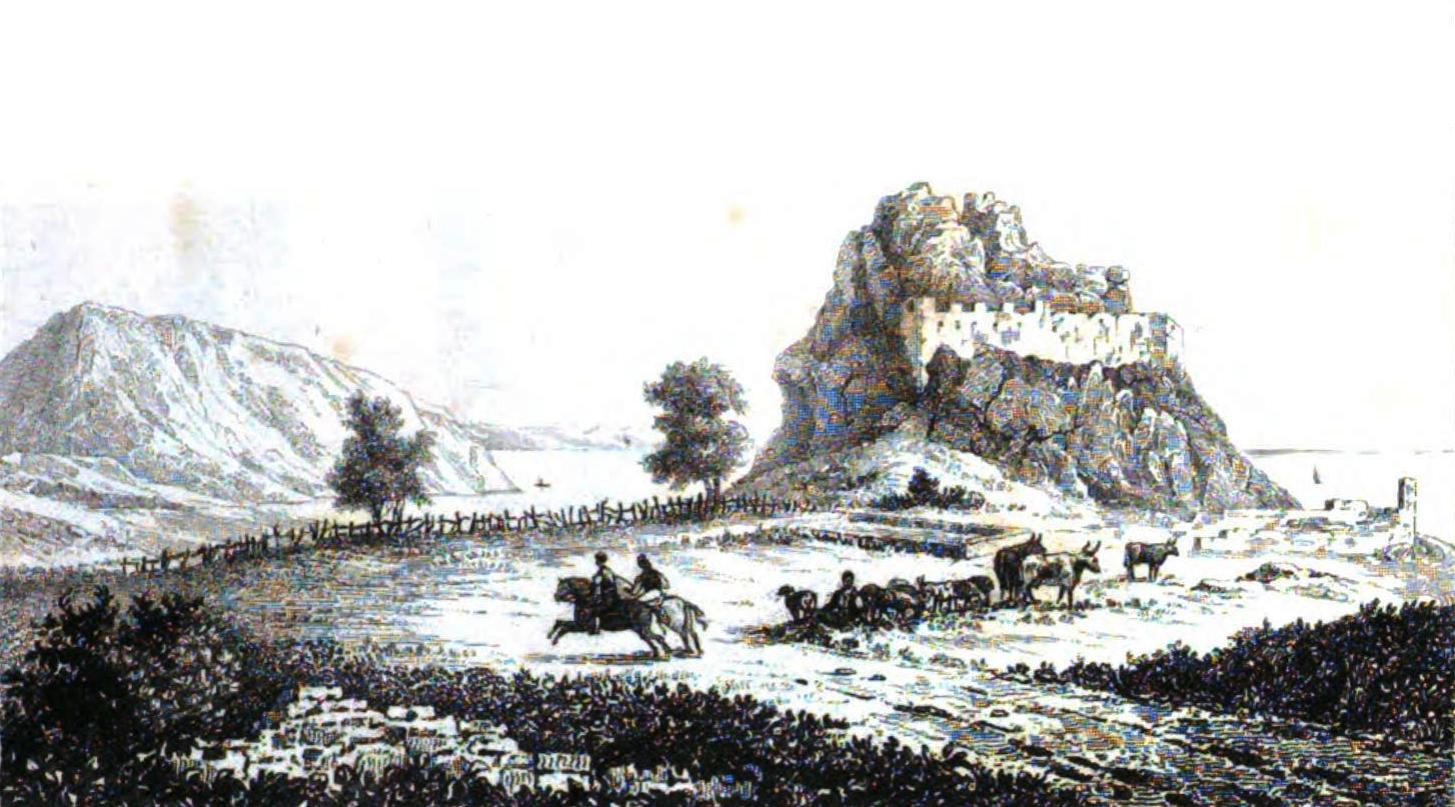
ジェノヴァ人の要塞

1345年、ジェノヴァ人はそれまでテオドロ公が所有していたチェンバロへの植民をはじめ、テオドロ公国への足がかりを得た。また、1365年、ジェノヴァ人はスグダイアとスダック谷等のの18の村をテオドロ公から割譲させた。
1387年以降、ジェノヴァ人が獲得した領土は、バラクラヴァからスダックまでの狭い海岸線を占め、北はクリミア山脈の主稜線に接していた。
この様に、テオドロ公国の街は、ジェノヴァ共和国との協調によって一応の繁栄を見せた。しかし、14世紀の90年代には大部分が過疎化が進み、当時のテオドロ公国の首都・マングプが荒廃したのは、他国の軍事行動によっての物ではなく、強い地震によって都市とその周辺が破壊されたためであったと言われている。
テオドロ公国で最初に確立された専制的な支配者は1402年に即位したアレクシオス1世コムネノス・ガブラス公であり、彼はジェノヴァ人に対して譲歩せず臨んだ。彼はジェノヴァ共和国の領事館の存在したチェンバロの領土を公然と主張し、その影響もあってか、1411年からジェノヴァ人は金銭的な補償金を支払った。このような支払いは1422年ごろまで行われたが、アレクシオスはこれらの金額に満足していなかったと言う。
1422年、テオドロ公国とカファの戦争及ばれる抗争が始まる。テオドロは、何度か手を変えたジェノヴァ人が支配する都市や町を攻撃した。
ジェノヴァ人がアリュストンやその他の海岸の小規模な要塞を失った後、テオドロ公国に征服され、ジェノヴァ植民地という名は名目上の意味だけを持つようになった。しかし、ジェノヴァ人との交易はその後も続き、居住し続けた。
また、この頃からイタリアの航海図やジェノヴァの文書の中で、タウリダの海岸に沿って沿岸航行のラインを示すようになった。

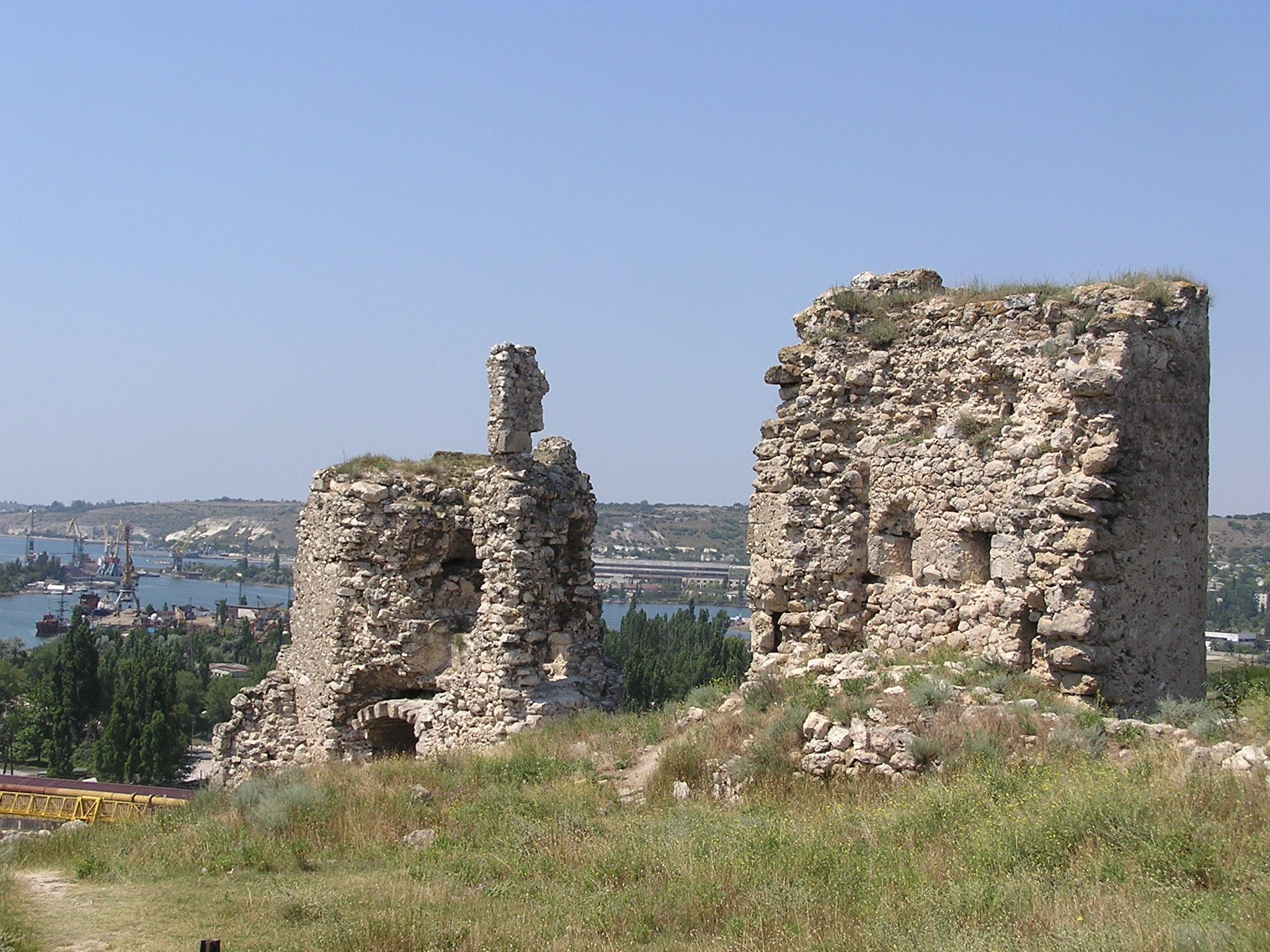
アレクシオス1世が築いた要塞跡

アレクセイ1世は、彼は東ローマ皇帝・ヨハネス大帝の支配期間に、同盟国を必要とし、それはトレビゾンドの将来の皇帝、およびタタールの大オルダの侵攻に備えてのことであった。テオドロ公国とトレビゾンド帝国は、互いに関係していた。1429年、アレクシオス1世コムネノス・ガブラスの娘マリアは、トレビゾント皇帝・アレクセイ4世皇帝の息子であるダヴィドと結婚した。
1425年、アレクセイ1世公の長男ヨハネは、パレオロゴス王朝の一員・マリア・パレオロギナ・アサニナ・ツァンブラコニナと結婚し、東ローマ帝国との関係を深めた。コンスタンチノープルの皇族と親戚筋となったことから、テオドロ公は東ローマ皇室の紋章である双頭の鷲の紋章を受け入れ、「テオドロとプリモリエの都市の所有者（αὐθνέτης πόλεως Θεοδωροῦς Παραθαλσσίας）」と名乗るようになった。
1427年、黒海の河口に、長い間放置されていた建国以前の要塞の代わりに、アレクシオス1世は新しい要塞建設した。

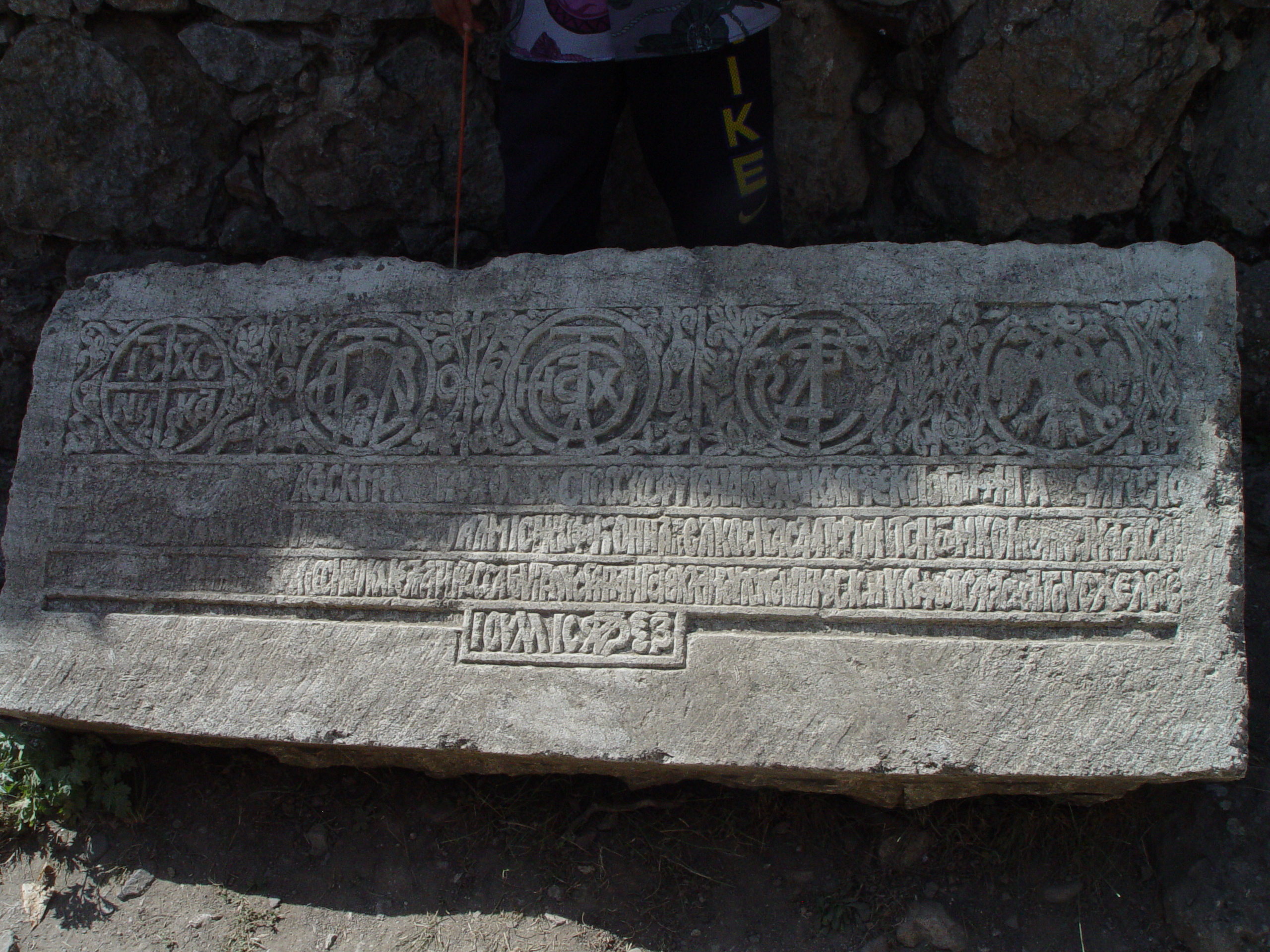
ジェノヴァの侵攻を撃退するアレクシオス

1434年6月4日、ジェノヴァ共和国の貴族、カルロ・ロメッリーニの指揮の下、20隻の船と6000人の傭兵で構成されたジェノバ艦隊がバラクラバ湾に侵攻した。1434年6月10日、元ジェノヴァ領のチェンバロの要塞が奪われた。また、数日後ジェノヴァ共和国はカラミタの海辺の要塞を捕獲した。勝利の後、カルロ・ロメッリーニは海ではなく陸路でクリミアの南海岸に沿ってカファに行き、入植地を略奪し、地元の大名の城を破壊し、抵抗しようとした人々に服従するように導いた。
しかし、1434年6月22日、カスタドゾン近郊のソルハタの戦いでテオドロ公国のハジ・グレイとその同盟者である封建民の部隊に敗れたジェノヴァ軍約8,000人は、カファに退却した。記載されているイベントの時点では、アレクセイ1世公と彼の長男ヨハネスはトラペスンダにいて、敵対する軍を大破し、勝利した。

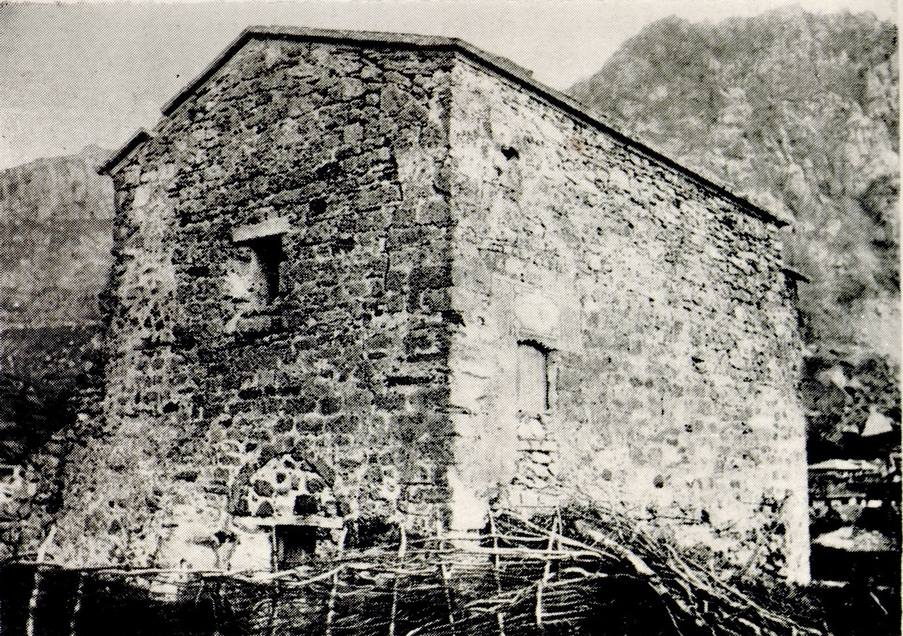
テオドロ公国の教会。様式が顕著であった。

1446年にアレクシオス1世が死去した後、1447年から1458年まで君臨したマヌエル1世は、王位継承権を利用し、アレクシオス1世の跡を継いだ。1447年のジェノヴァの文書には、テオドロ公国を支援するための軍事的・外交的な行動が、トレビゾンドの皇帝とギリシアの専制公によって組織されたことが書かれている。

### 衰退・滅亡

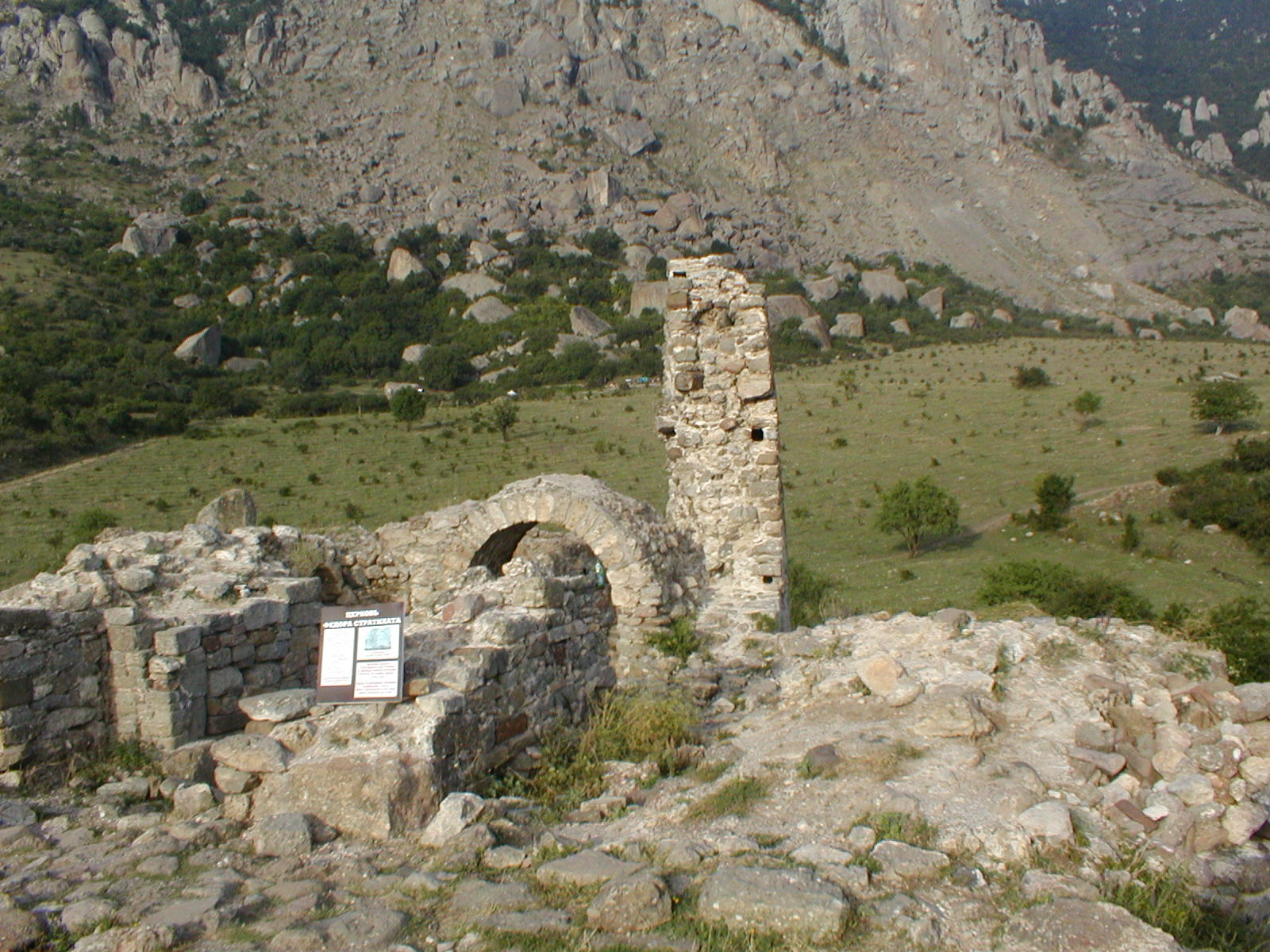
地震により大破したテオドロ公国時代の建物跡

クリミアの南海岸の所有権を持つテオドロのための成功した戦争は、15世紀の後半以来、その地位の安定につながった。 ジェノヴァ人は再びテオドロ公国の一部のの支配者となった。1460年のイタリアの情報源では、イサキオス（ギリシア語）という君主が1474年末まで統治した。

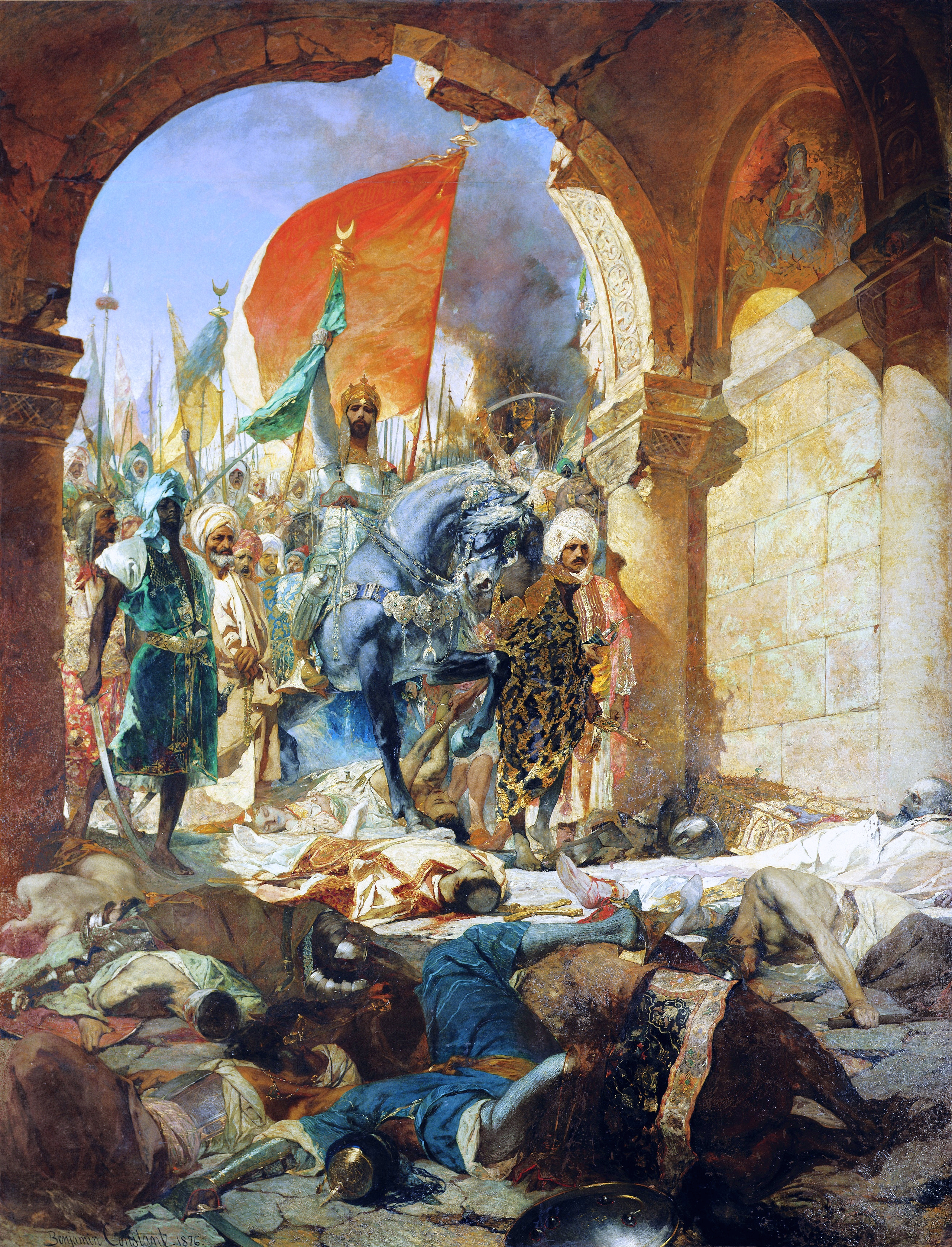
コンスタンティノープルに入城するメフメト2世

1453年にコンスタンティノープルの陥落という事件が起こったことで、東ローマ帝国系の国家はついに衰退の一途をたどることになった。1461年までは、その正当な後継者は、コムネノス朝トレビゾンド帝国であり、後には、クリミアのテオドロ公国となった。その支配者たちは「専制君主」の称号を名乗った。また、その頃からテオドロの支配者の紋章には皇帝の冠が登場するようになった。
1472年9月24日、イサキオス公の姪であるマリア（マリヤ）は、モルドバの領主ステファノス（1433 - 1504）の妻となった。彼女はブルガリア王アセニア、コムネノス家と親戚関係にあったため、東ローマ帝国の皇帝の後継者と考えていたモルドバのステファノスにとって、この結婚は非常に名誉あるものとなり、ヨーロッパからの評価を期待した。
しかし、コンスタンティノープルとトレビゾンド帝国を征服し、「ローマのカエサル」の称号を得たトルコ帝国のスルタン、メフメト2世ファティは、新たなる十字軍を準備していた競争相手を相手としなかった。
1475年初頭、モルドバのステファノスの義理の弟であるアレクサンドロスは、叔父のテオドロ公イサキオスの死の知らせを受け、血縁関係を利用して公女マリアとの息子をテオドロ公国の公位に就かせた。また、ステファンは自費で船を装備し、300人の武装したモルドバ兵を遠征に提供したが、その目的はアレクサンダーとの良好な関係を保つことにあった。
彼のライバル、ハンガリー王マティアス・コルビンは、テオドロ公位に就くことに反対する内容の最後通告を受けていたが、1475年6月にアレクサンダーはテオドロ公位に就いた。
1475年9月、カファと海辺の都市を征服していたオスマン帝国が首都・マングプに来て、大砲を駆使した包囲戦を開始した。住民のほとんどが街を離れ、周辺の山村に広がっていき、財産や家畜を持ち出していった。
要塞の壁の後ろには、ステファン・モルドバの兵士とタタール人が送った封建民からなる2000人の駐屯地が隠されていた。テオドリッツとモルダヴィア人は、当時のオスマン帝国軍のエリートであったイェニチェリ軍団を破壊することに成功するなど奮闘を見せたが、1475年12月、ついにマングプの要塞は陥落した。最後のテオドロ公国の君主となったアレクサンドロス公は捕虜となり、イスタンブールに送られ、処刑された。

## その後のテオドロ公国

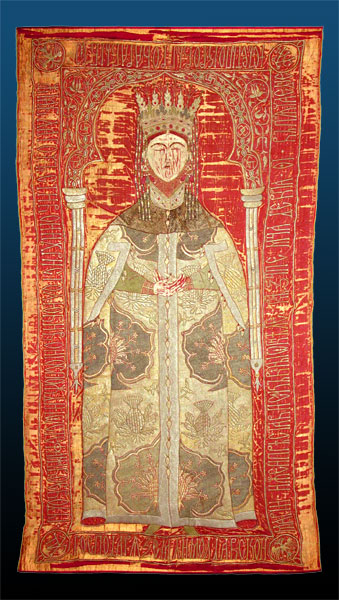
イサアク公の妹・マリアの埋葬

以後、オスマン帝国の属国になったクリミア・ハン国の領域を除いて、クリミア半島のかつてのテオドロ公国の版図を含む南部一帯はオスマン帝国の領土となった。
また、トルコの歴史家・ジェンナビは、オスマン帝国の指揮官ゲディク・アーメド・パシャが「要塞で数人のキリシタンの王子を捕らえ、スルタンのポルタに送った」と報告した、と書き残している。そして、それらの王子らは、最後まで抵抗を続けたものの、遂にトルコ人に捕らえられ、イスタンブールに送られたと言う。
公国の征服の後、ケファ（Feodosia）で小さなコミュニティが形成された。また、3つの都市（マングプ、インカーマン、バラクラヴァ）と49の村から構成されていた。
オスマン帝国の支配下にあったギリシア人とクリミア・ゴート人の証拠は、1557年から1564年にかけてオーストリア皇帝・フェルディナンド1世の下でトルコ大使を務めたバスベク男爵によって残されている。彼はイスタンブールでクリミア人の特使二人と出会い、長い会話を交わした。彼の報告によると、彼等は非キリスト教徒（イスラム教徒など）に囲まれながらもキリスト教の信仰を保持しており、マングプとシヴァリンという名の2つの主要都市を持っているという。

### 王家のその後

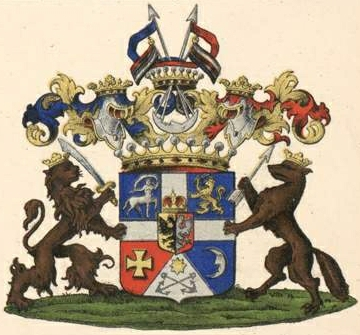
ゴールロウィン家の紋章

14世紀後半の1393年、若い王族のうちの一人であったステパン・ヴァシリーエヴィチ・ホヴラ（ステファノス・バシレイオス・ガヴラス）がテオドロ公国を離れ、当時ルーシ人の支配する地だったモスクワに移り住んだ。彼の子孫はモスクワに著名な修道院であるシモノフ修道院を設立した。彼らはギリシャ・クリミアに由来する高貴な家として遇され、また「ゴブリン（ホヴリン）」のあだ名で呼ばれ、一時期、モスクワ大公国の財政管理官の位（会計官）を世襲的に担当していた。16世紀に至って、ステパンの曾孫にあたるイヴァン・ウラジーミロヴィチはアンナ・ダニーロヴナ・ホルムスカヤと結婚し、彼らは自分たちの名字を「ゴールロウィン（ゴロウィンとも）」に変え、近代ではロシア帝国の名門となった。しかし、イヴァン4世の時代に不興を被って当主が処刑され、家族もカザンに流されるなどして没落したが、後に宮廷に戻った。しかし、ピョートル1世の代まで軍で高い地位に就くことはできなかったが、その後伯爵に叙され、ロシア帝国の宰相なども輩出する大貴族家へと成長し、多くの土地を領有した。リヴォニア騎士団の貴族名簿にも載っていたその一族は、ロシア帝国の滅亡後にも存続し、現在でもロシアに子孫が残っている。

## 王朝
この公国を統治した王朝は、ビザンツ帝国の皇帝を輩出したコムネノス朝を盟主とするいわゆる「御一門」の一部を構成した準皇族ガブラス家である。

## 文化

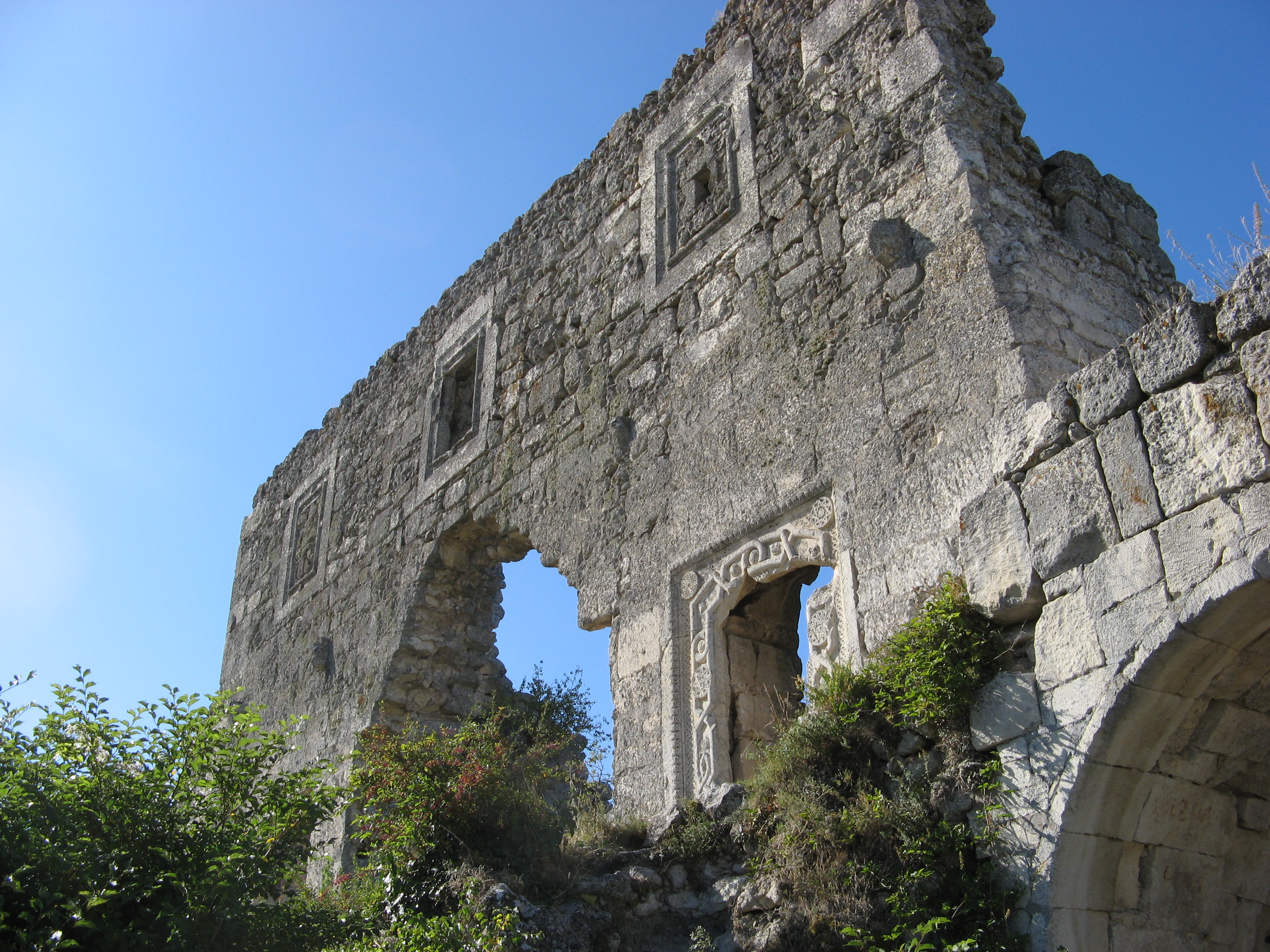
マングプの正教会の寺院

### 民族
テオドロ公国の人々はギリシャ人、アラン人、ブルガース、クマン人、キプチャク人、ジェノヴァ人およびその他の民族グの混合であり、その多くは正教会に忠実な民族であった。 公国の公用語はギリシャ語であった。

### 美術様式
テオドロ公国では、さまざまな文化的影響を見ることができる。その建築とキリスト教の壁画は基本的にビザンティン様式であったが、一部の要塞は地元のジェノヴァ人の特徴も示している。 この地域で見つかった大理石の建設物は、ビザンチン、イタリア、タタールの装飾要素を組み合わせて装飾されているものも存在した。

## 歴代君主
代が不詳な君主が多く、説によっては在位年が前後する。
- テオドロス1世・ガブラス
- テオドロス2世・ガブラス（1204年〜？）

（この間、君主の歴代や系譜は不明）
- デメトリオス・ガブラス（1362年〜1368年）
- （この間、君主の歴代や系譜は不明）
- バシレイオス・ガブラス
- ステファノス・ガブラス（バシレイオスの子息、？〜1402年）
- アレクシオス1世・コムネノス・ガブラス（ステファノスの子息、1402年〜1434年）
- アレクシオス2世・コムネノス・ガブラス（アレクシオス1世の子息、1434年〜1444年）
- ヨハネス・ガブラス（オールルベイとも称した。アレクシオス1世の子息、1444年〜1460年）
- （この間、君主の歴代や系譜は不明）
- イサキオス・ガブラス（アレクシオス1世の子息、1471年〜1474年）
- （この間、君主の歴代や系譜は不明）
- アレクサンドロス・ガブラス（イサキオスの子息、1475年6月〜1475年11月）